# Liste der Monuments historiques in Écurat
Die Liste der Monuments historiques in Écurat führt die Monuments historiques in der französischen Gemeinde Écurat auf.

## Liste der Bauwerke
| Bezeichnung             | Beschreibung                    | Standort | Kennzeichnung | Schutzstatus | Datum | Bild           |
| ----------------------- | ------------------------------- | -------- | ------------- | ------------ | ----- | -------------- |
| Château de la Morinerie | Schloss aus dem 17. Jahrhundert | (Lage)   | PA00104679    | Inscrit      | 1969  | weitere Bilder |
| Kirche St-Pierre        | 12. Jahrhundert                 | (Lage)   | PA00104680    | Classé       | 1910  | weitere Bilder |

## Liste der Objekte
| Bezeichnung       | Beschreibung           | Standort                       | Kennzeichnung | Schutzstatus | Datum | Bild |
| ----------------- | ---------------------- | ------------------------------ | ------------- | ------------ | ----- | ---- |
| Altar und Retabel | Stein, 18. Jahrhundert | in der Kirche St-Pierre (Lage) | PM17001192    | Inscrit      | 1981  |      |